# Montcuq-en-Quercy-Blanc
Montcuq-en-Quercy-Blanc ist eine französische Gemeinde mit 1.812 Einwohnern (Stand: 1. Januar 2022) im Département Lot in der Region Okzitanien. Sie gehört zum Kanton Luzech und zum Arrondissement Cahors. Sie entstand als Commune nouvelle mit Wirkung vom 1. Januar 2016, indem die bisherigen Gemeinden Montcuq, Belmontet, Lebreil, Sainte-Croix und Valprionde zusammengelegt wurden. Diese sind seither Communes déléguées.

## Geografie
Montcuq-en-Quercy-Blanc liegt etwa 26 Kilometer südwestlich von Cahors.

### Nachbargemeinden
| Montaigu-de-Quercy (Tarn-et-Garonne) | Porte-du-Quercy                               | Barguelonne-en-Quercy |
| Belvèze (Tarn-et-Garonne)            | Kompassrose, die auf Nachbargemeinden zeigt   |                       |
| Bouloc-en-Quercy (Tarn-et-Garonne)   | Sainte-Juliette (Tarn-et-Garonne), Montlauzun | Lendou-en-Quercy      |

### Gliederung
| Ortsteil                  | ehemaliger INSEE-Code | Fläche (km²) | Einwohnerzahl (2018) |
| ------------------------- | --------------------- | ------------ | -------------------- |
| Montcuq (Verwaltungssitz) | 46201                 | 32,22        | 1220                 |
| Belmontet                 | 46025                 | 12,12        | 0157                 |
| Lebreil                   | 46166                 | 10,20        | 0160                 |
| Sainte-Croix              | 46261                 | 07,77        | 0076                 |
| Valprionde                | 46326                 | 15,92        | 0126                 |

## Sehenswürdigkeiten
- Turm von Montcuq, Donjon aus dem 14. Jahrhundert – Monument historique[2]
- Kirche Saint-Hilaire in Montcuq

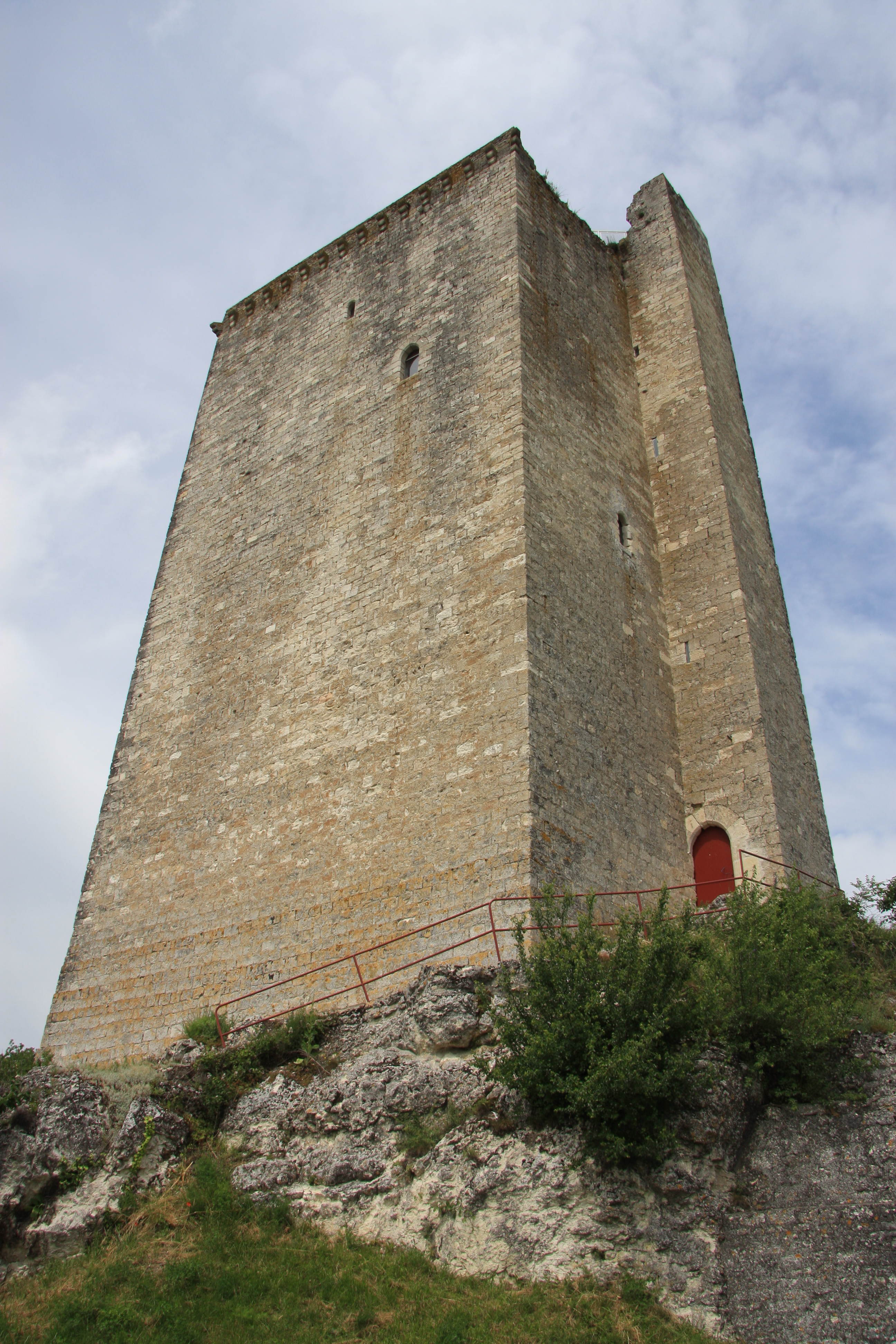
Turm von Montcuq
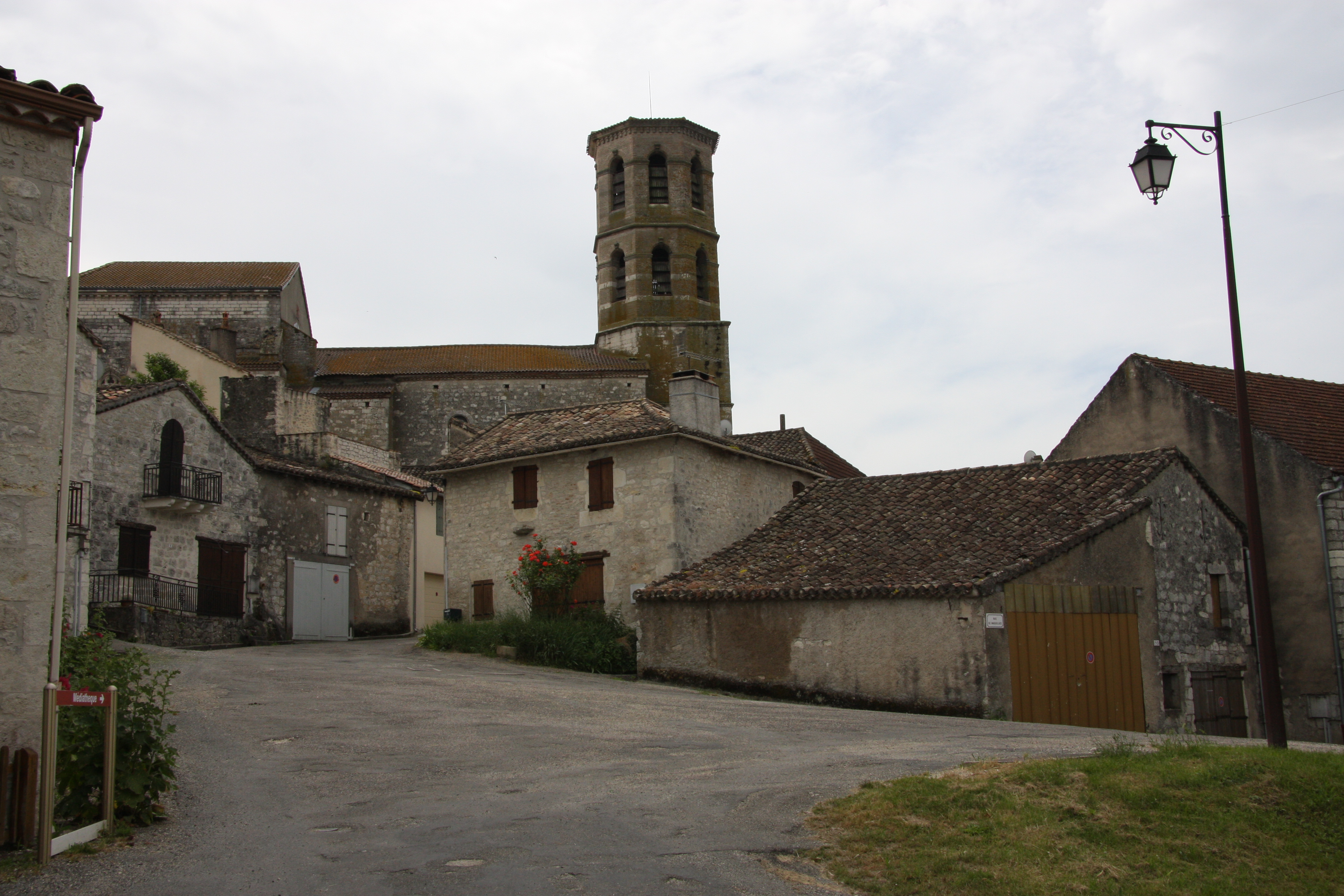
Kirche Saint-Hilaire
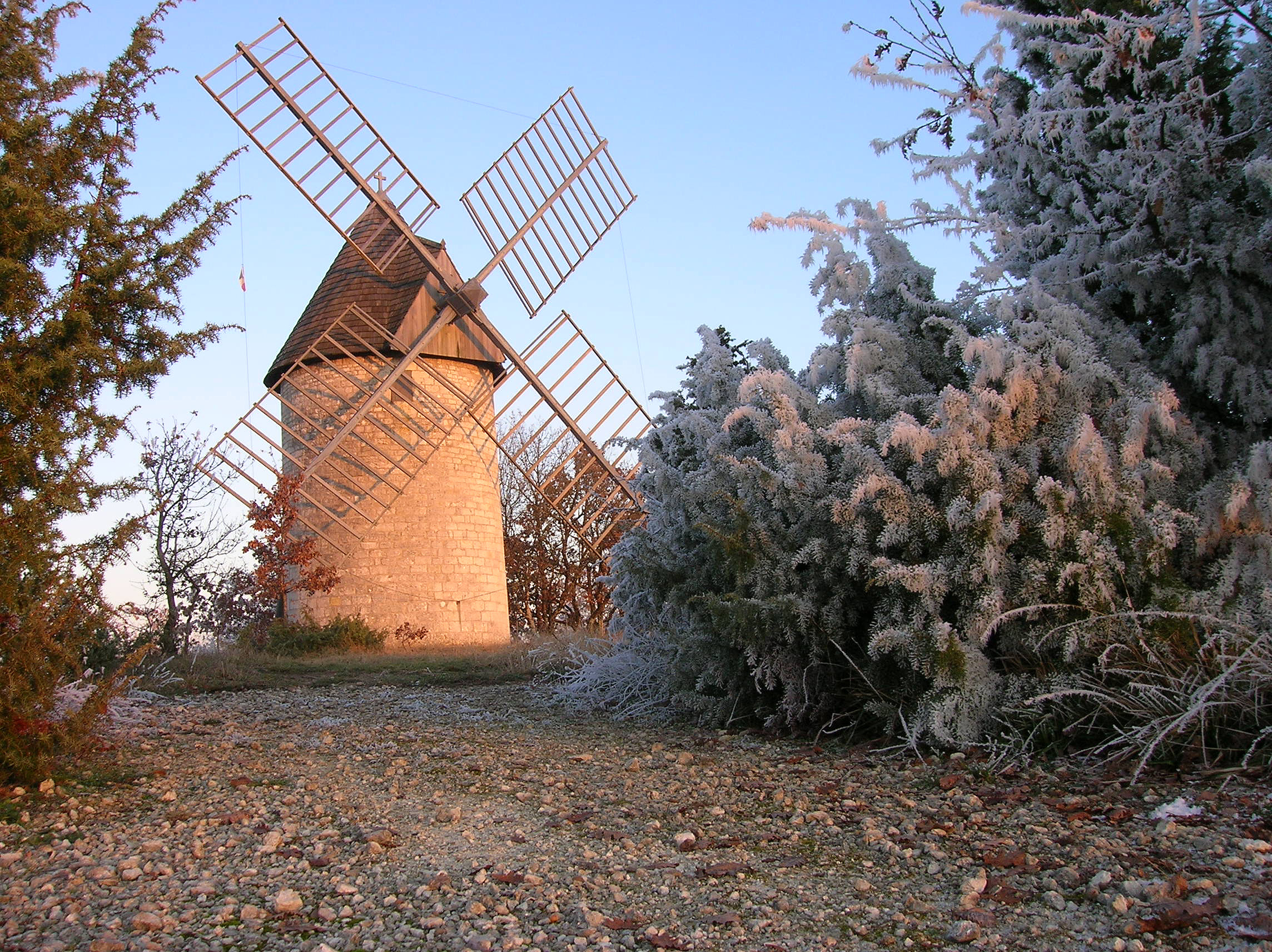
Windmühle bei Valprionde